# Brödmärgsticka
Brödmärgsticka (Perenniporia medulla-panis) är en svampart som först beskrevs av Nikolaus Joseph von Jacquin, och fick sitt nu gällande namn av Donk 1967. Brödmärgsticka ingår i släktet Perenniporia och familjen Polyporaceae.  Arten är reproducerande i Sverige. Inga underarter finns listade i Catalogue of Life.